# 平壤大劇場

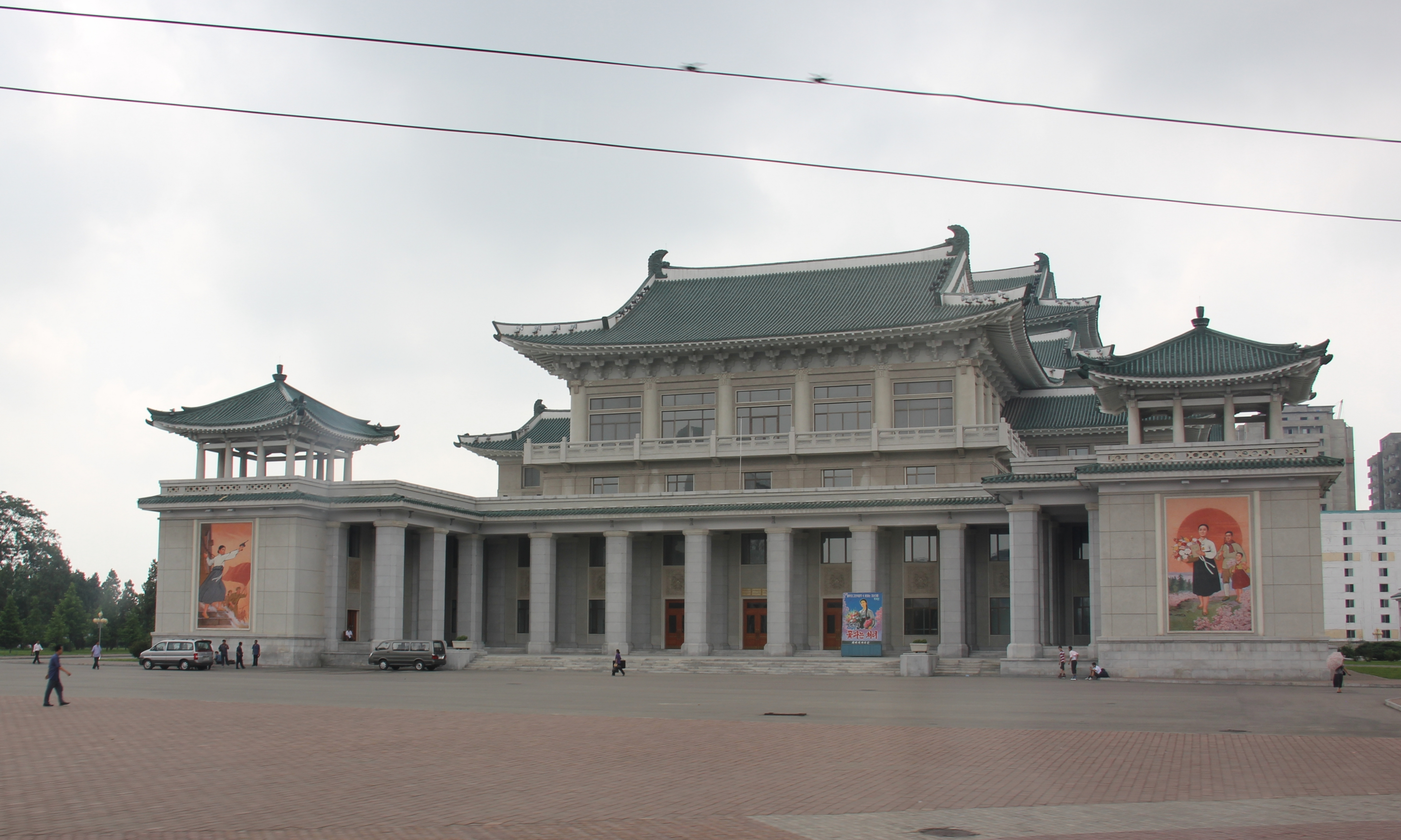
平壤大劇場

平壤大劇場（朝鲜语：／），是位於朝鮮平壤直轄市的一個劇院，坐落於大同江畔。劇院建於1960年，採用了朝鮮傳統的建築樣式。2009年4月3日，經過近一年的翻修，翻新後的平壤大劇場宣告竣工。
平壤大劇場是朝鮮著名歌劇藝術團血海歌劇團的主要公演場所，用來演出朝鮮革命歌劇、舞臺劇。場內可容納1,300人，也往往作為各類集會用場所，如1961年的朝鮮勞動黨第四次代表大會。